# Sabah Balau
Sabah Balau is een bestuurslaag in het regentschap Lampung Selatan van de provincie Lampung, Indonesië. Sabah Balau telt 5126 inwoners (volkstelling 2010).